# Nectopsyche taleola
Nectopsyche taleola är en nattsländeart som beskrevs av Oliver S. Flint Jr. 1974. Nectopsyche taleola ingår i släktet Nectopsyche och familjen långhornssländor. Inga underarter finns listade i Catalogue of Life.